# Stacey Rout
Stacey Rout (* 16. Januar 1983 in Queenstown) ist ein ehemaliger neuseeländischer Eishockeyspieler und heutiger -trainer, der für die Southern Stampede und die Canterbury Red Devils in der New Zealand Ice Hockey League spielte und mit beiden Teams neuseeländischer Meister wurde. Derzeit ist er Trainer der neuseeländischen Nationalmannschaft.

## Karriere
Stacey Rout begann seine Karriere als Eishockeyspieler im Nachwuchsbereich von Southern Stampede in seiner Heimatstadt Queenstown. Mit Gründung der New Zealand Ice Hockey League 2005 wurde er in das Halbprofiteam aufgenommen, mit dem er 2005 und 2006 neuseeländischer Meister wurde. 2012 wechselte er zu den Canterbury Red Devils aus Christchurch und konnte mit diesen umgehend seinen dritten Meistertitel erringen. Anschließend beendete er seine Karriere.

### International
Im Juniorenbereich stand Rout für Neuseeland bei den U18-Weltmeisterschaften 2000 in der Asien-Ozeanien-Division 2 und 2001 in der Asien-Ozeanien-Division 1 auf dem Eis.
Mit der Herren-Nationalmannschaft nahm der Verteidiger 2002 an der Qualifikation zur Division II der Weltmeisterschaft teil. Zudem spielte er bei den Weltmeisterschaften der Division III 2003, 2007 und 2009 und der Division II 2004, 2005, 2006 und 2008.

### Trainerkarriere
Noch während seiner Spielerkarriere begann Rout als Trainer zu arbeiten. So war er mehrere Jahre Spielertrainer der Canterbury Red Devils und auch nach der aktiven Laufbahn bis 2014 als Assistenz- bzw. Cheftrainer dort tätig. Seit 2011 ist er auch für den neuseeländischen Verband tätig. War er zunächst im Nachwuchsbereich tätig, fungierte er bei den Weltmeisterschaften 2015 und 2016 als Assistenztrainer der neuseeländischen Herren-Auswahl. Bei der Weltmeisterschaft 2017 war er erstmals Cheftrainer des Nationalteams.

## Erfolge und Auszeichnungen
- 2000 Aufstieg in die Asien-Ozeanien-Division 1 bei der U18-Weltmeisterschaft der Asien-Ozeanien-Division 2
- 2003 Aufstieg in die Division II bei der Weltmeisterschaft der Division III
- 2005 Neuseeländischer Meister mit der Southern Stampede
- 2006 Neuseeländischer Meister mit der Southern Stampede
- 2007 Aufstieg in die Division II bei der Weltmeisterschaft der Division III
- 2009 Aufstieg in die Division II bei der Weltmeisterschaft der Division III
- 2012 Neuseeländischer Meister mit den Canterbury Red Devils

## NZIHL-Statistik
(Stand: Ende der Saison 2012)